# Olaf Dante Marx
Olaf Dante Marx (alternativ: Olaph-Dante Marx; * 1957 in Neuss; † 1993 in Hamburg) war ein deutscher Journalist und Musikkritiker. Er gilt als früher Vertreter des Popjournalismus in Deutschland, noch bevor der Begriff in Gebrauch kam.
Olaf Dante Marx war ab 1981 in Hamburg als freier Journalist tätig und veröffentlichte u. a. in der Zeitschrift Spex „Texte über Pop und Bolschewismus“. Ab 1988 schrieb er als Redakteur der Zeitschrift Tempo. Seine frühen Artikel waren auch in der Zeitschrift Sounds zu lesen.

## Werk
Der größte Teil der Texte von Olaf Dante Marx ist verstreut in Zeitschriften erschienen. Zu seinen wenigen in Büchern auffindbaren Texten gehört der 1983 erschienene Essay „Endstation Irgendwo – Ein Flug durch die Zeit“, in dem Marx ein subjektives Bild der westdeutschen Nachkriegsjugend zwischen Aufbegehren und Konformismus zeichnet.
Agenten des Konformismus sind ihm jedoch nicht nur aus der Kriegs- und Vorkriegszeit tradierte Moralvorstellungen und deren Vertreter im politischen Konservatismus, sondern das ganze Spektrum an wohlmeinenden Sinnangeboten, gerade auch linker Provenienz. Dagegen stellt Marx einen Hedonismus, der sich an amerikanischen Vorbildern orientiert und sich Sinnzuschreibungen entzieht, sowie, allgemeiner, einer ästhetischen Praxis, die durch ein freies, souveränes Spiel mit den Zeichen Festlegungen vermeidet. In seinem Essay vermischt Marx eigene Beobachtungen und Polemik mit Zitaten aus zeitgenössischen Quellen.
Den Gegensatz, der die Jugend im Aufbruch der 1950er Jahre durchzieht, bringt Marx folgendermaßen auf den Punkt:

„In Wirklichkeit geht es um den Gegensatz von Modebewußtsein, das heißt Bejahung der Welt zwecks persönlicher Stärkung, und der letztlich in Resignation und schlechtem Gewissen mündenden Verneinung der Welt.“

In Deutschland habe das Wirtschaftswunder in Form einer Jugend mit eigenem Einkommen unbeabsichtigte Folgen gezeitigt; andererseits hätten politische Entwicklungen die aus der Weimarer Zeit geretteten Traditionen jugendlicher Protestbewegungen obsolet gemacht:

„Aber 1956 haben die entscheidenden Beschlüsse ihren Platz in der Alltags-Bundesrepublik gefunden: Wiedereinführung der Wehrpflicht und das KPD-Verbot. [...] Helfen da noch Parkas, Wandergitarren und selbstgereimte Liedchen und der große gute Wille? Engagement für eine bessere Welt – das ist schön, und das ist gut. Nur die Idee des politischen Engagements ist da nicht gut aufgehoben, wo Schlafmützigkeit und verschrobene, anachronistische Kulturhaltungen die Gedanken regeln.“

Der Beat Generation, zumal in ihrer deutschen Variante, bescheinigt Marx hingegen „heulende[s] Elend“ und „provinzielle Selbstzufriedenheit“ (S. 136). Sich als rebellisch verstehende Jugendbewegungen, insbesondere die Beatniks und Hippies, hätten sich letztlich in gemütlichen Subkulturen eingeigelt. Statt eine Veränderung der Verhältnisse zu befördern sei ihre Rebellion in Ritualen erstarrt (Marx zählt dazu die Burg-Waldeck-Festivals und die Proteste am Brennelemente-Zwischenlager Gorleben):

„Subkulturen sind immer auch kuschelige Schmuseecken, in die man sich zurückziehen kann, wenn die Welt wieder bös [sic] mit einem war. Eine Antizipation von Weltentwürfen findet hier längst nicht mehr statt.“

Der Glam-Rock, zu dessen Versprechen nicht zuletzt der Abbau starrer Gender-Rollen gehört habe, sei in Deutschland als Jugendkultur gescheitert. Nun setzt Marx seine Hoffnungen auf eine Post-Punk-Kultur, auf eine materialistische Jugendkultur, in der gerade der Konsum subversiv wirkt, den Beats, Hippies und die politischen Jugendbewegungen für schlecht erklärt hatten: „Hippies sitzen in der Regierung, und geiler Konsum (du weißt schon: Genuß ohne Reue, z. B. MacDonald's [sic], Haircut 100, Walkmen, etc.) ist z. Zt. längst von den Herrschenden verpönt worden.“  (S. 162)
Und wenn diese Bewegung den Mainstream erreicht,

„dann wird es wieder Antizipatoren mit wieder neuen Weltentwürfen und Bedürfnissen geben, die sich den ewig gleichen Schlafmützen ausgesetzt sehen. Und so weiter. Man darf sich nicht gehenlassen und ist nicht, wer man scheint. Überzüchtetes wildes Denken. Wider die Natürlichkeit. Eklektizismus. Pop!“

Über eine im Verlag Kiepenheuer & Witsch erschienene Anthologie ebenfalls leicht verfügbar ist der Essay „Hansestadt Babylon“. Er repräsentiert einen Stil, in dem zum vermeintlichen Hauptgegenstand der Reportage – einem Interview mit Marc Almond – autobiographische Erinnerungen sowie Überlegungen zur Gegenwartskultur sich gesellen.

## Rezeption
Obwohl seine Texte heute nur schwer auffindbar sind und eine Buchedition noch ebenso aussteht wie eine umfassende Würdigung seines Schaffens, wird Olaf Dante Marx als repräsentativer Vertreter des deutschen Popjournalismus der 1980er- und 90er-Jahre in Verbindung mit Autoren wie Diedrich Diederichsen und Rainald Goetz genannt.
Goetz wiederum erwähnt Marx (in der Schreibweise Olaph-Dante Marx) in seinem 1983 beim Ingeborg-Bachmann-Preis vorgetragenen Text „Subito“.
Der Roman 1979 von Christian Kracht ist Olaf Dante Marx gewidmet.

## Schriften
- „Endstation Irgendwo – Ein Flug durch die Zeit“, in: Diedrich Diederichsen, Dick Hebdige, Olaph-Dante Marx, Schocker. Stile und Moden der Subkultur. Reinbek bei Hamburg: Rowohlt, 1983, S. 121–164.
- „Hansestadt Babylon“ (1987), in: Kerstin Gleba und Eckhard Schumacher (Hg.), Pop seit 1964. Köln: Kiepenheuer & Witsch, 2007, S. 170–179.